# Nartkala
Nartkala (Russisch: Нарткала) is een stad in de Russische autonome republiek Kabardië-Balkarië. De stad ligt 25 km ten noordoosten van Naltsjik.
In 1913 werd Nartkala als het spoorwegstation Doksjoekino (Докшукино) gesticht. In 1955 verkreeg Doksjoekino stadsstatus. De stad werd hernoemd naar Nartkala in 1967.
| 1939  | 1959   | 1970   | 1979   | 1989   | 2002   |
| ----- | ------ | ------ | ------ | ------ | ------ |
| 5.400 | 13.100 | 19.000 | 23.400 | 28.171 | 33.775 |

Bestuurlijk centrum: Naltsjik

Steden: Baksan · Majski · Nartkala · Prochladny · Terek · Tsjegem · Tyrnyaoez

Districten: Baksanski · Elbroesski · Leskenski · Majski · Oervanski · Prochladnenski · Terski · Tsjegemski · Tsjerekski · Zolski